# 대한민국 KC-X 사업
대한민국 KC-X는 대한민국 공군이 1994년부터 검토중인 공중급유기 도입 사업이다.
2011년 미국 공군의 KC-X 사업과 이름이 같다.

## 급유기 도입확정
2015년 4월 입찰제안서를 제출한 후보 기종은 유럽 에어버스 디펜스&스페이스의 A330 MRTT, 미국 보잉사의 KC-46A, 이스라엘 항공우주산업(IAI)의 MMTT 3개 기종이였다.
2015년 6월 30일,  22년간 끌어온대한민국 공군의 공중급유기 도입사업은 A330 MRTT로 최종 확정 1조4880억원의 사업 예산을 투입해 공중급유기 4대를 2018년부터 2019년까지  도입하게 된다. 우리나라 도입하는 A330 MRTT 급유기에는 롤스로이스 Trent 772B 엔진과, 개발이 진행되고있는 자동 붐 급유모드 1기, 프로브 2기를 장착했다.
- A330 MRTT 공중급유기

## 러시아
여러차례 러시아의 210톤 일류신 Il-78 공중급유기 도입 시도가 보도되었으나, 모두 무산되었다.
2001년 2월 말 푸틴 대통령이 방한하면서, 7억 달러(7천억원)의 무기거래가 합의되었다. 210톤 일류신 Il-76 수송기, 수송기를 개조한 210톤 일류신 Il-78 공중급유기, 실습용 훈련기, 공기부양정, 수송헬기 5가지가 선정되었으며, 최종 선정은 3월에 러시아에 실사단을 보내 평가한 후에 결정하기로 하였다. 그러나 실사 후 수송기와 공중급유기만 도입이 무산되었다.
러시아 정부는 공중급유기 판매에 찬성했으므로 이런 합의가 가능했고, 실사 후 판단한다는 한국 정부는 약간 유보적이었으므로, 한국 정부에서 반대한 의미인데, 2006년 한국 정부는 다시 210톤 일류신 Il-78 공중급유기 도입을 원한다고 보도되었다. 따라서, 2001년 김대중 정부와 2006년 노무현 정부 모두, 러시아와 한국은 매매를 원하는데, 다른 사정으로 구매하지 못했다는 의미로 해석 가능하다. 2001년 푸틴 방한시, 러시아는 북한의 눈치를, 한국은 미국의 눈치를 보기 때문에 은폐작전이 시행중이라는 보도가 있었다.

## 외국의 공중급유기 현황
공중급유기는 G20 강대국만이 아니라 웬만한 약소국들도 죄다 보유하고 있는, 흔한 무기체계이다. 한국은 GDP 1조 6천억 달러의 G20 강대국인데, GDP 1천억 달러도 안되는 리비아 조차도 공중급유기를 보유하고 있다.
- 미국 - 146톤 KC-135, 267톤 KC-10, 210톤  80톤 KC-130
- 프랑스 - 146톤 KC-135
- 일본 - 186톤 KC-767, 80톤 KC-130
- 브라질 - 186톤 KC-767, 80톤 KC-130
- 이탈리아 - 186톤 KC-767, 80톤 KC-130
- 콜롬비아 - 186톤 KC-767
- 칠레 - 146톤 KC-135
- 싱가포르 - 146톤 KC-135, 80톤 KC-130
- 튀르키예 - 146톤 KC-135
- 네덜란드 - 267톤 KC-10
- 알제리 - 210톤 일류신 Il-78
- 인도 - 210톤 일류신 Il-78
- 파키스탄 - 210톤 일류신 Il-78
- 러시아 - 210톤 일류신 Il-78
- 우크라이나 - 210톤 일류신 Il-78
- 독일 - 163톤 A310 MRTT
- 오스트레일리아 - 233톤 A330 MRTT
- 사우디아라비아 - 233톤 A330 MRTT, 80톤 KC-130
- 아랍에미리트 - 233톤 A330 MRTT
- 영국 - 233톤 A330 MRTT
- 이스라엘 - 80톤 KC-130
- 캐나다 - 80톤 KC-130
- 말레이시아 - 80톤 KC-130
- 아르헨티나 - 80톤 KC-130
- 인도네시아 - 80톤 KC-130
- 쿠웨이트 - 80톤 KC-130
- 리비아 - 80톤 KC-130
- 모로코 - 80톤 KC-130
- 이스라엘 - 80톤 KC-130
- 중국

## 연표
- 1993년 12월 - 공군에서 최초로 소요제기
- 1994년 12월 - 합동군사전략목표기획서(JSOP)에 최초 반영

## 같이 보기
- KC-330 시그너스